# Major League Soccer (2014)
Major League Soccer w roku 2014 był dziewiętnastym sezonem tych rozgrywek. Po raz piąty w historii mistrzem MLS został klub Los Angeles Galaxy, natomiast wicemistrzem New England Revolution.

## Sezon zasadniczy

### Konferencja Wschodnia
| #   | Drużyna                | M  | Z  | R  | P  | Bramki | Punkty | Uwagi                                                       |
| --- | ---------------------- | -- | -- | -- | -- | ------ | ------ | ----------------------------------------------------------- |
| 1.  | D.C. United            | 34 | 17 | 8  | 9  | 52:37  | 59     | Play Off - Ćwierćfinał & Liga Mistrzów CONCACAF (2015/2016) |
| 2.  | New England Revolution | 34 | 17 | 4  | 13 | 51:46  | 55     | Play Off - Ćwierćfinał                                      |
| 3.  | Columbus Crew          | 34 | 14 | 10 | 10 | 52:42  | 52     | Play Off - Ćwierćfinał                                      |
| 4.  | New York Red Bulls     | 34 | 13 | 11 | 10 | 55:50  | 50     | Play Off - 1/8 finału                                       |
| 5.  | Sporting Kansas City   | 34 | 14 | 7  | 13 | 48:41  | 49     | Play Off - 1/8 finału                                       |
| 6.  | Philadelphia Union     | 34 | 10 | 12 | 12 | 51:51  | 42     |                                                             |
| 7.  | Toronto FC             | 34 | 11 | 8  | 15 | 44:54  | 41     |                                                             |
| 8.  | Houston Dynamo         | 34 | 11 | 6  | 17 | 39:58  | 39     |                                                             |
| 9.  | Chicago Fire           | 34 | 6  | 18 | 10 | 41:51  | 36     |                                                             |
| 10. | Montreal Impact        | 34 | 6  | 10 | 18 | 38:58  | 28     |                                                             |

### Konferencja Zachodnia
| #  | Drużyna                | M  | Z  | R  | P  | Bramki | Punkty | Uwagi                                                       |
| -- | ---------------------- | -- | -- | -- | -- | ------ | ------ | ----------------------------------------------------------- |
| 1. | Seattle Sounders FC    | 34 | 20 | 4  | 10 | 65:50  | 64     | Play Off - Ćwierćfinał & Liga Mistrzów CONCACAF (2015/2016) |
| 2. | Los Angeles Galaxy     | 34 | 17 | 10 | 7  | 69:37  | 61     | Play Off - Ćwierćfinał                                      |
| 3. | Real Salt Lake         | 34 | 15 | 11 | 8  | 54:39  | 56     | Play Off - Ćwierćfinał                                      |
| 4. | FC Dallas              | 34 | 16 | 6  | 12 | 55:45  | 54     | Play Off - 1/8 finału                                       |
| 5. | Vancouver Whitecaps FC | 34 | 12 | 14 | 8  | 42:40  | 50     | Play Off - 1/8 finału                                       |
| 6. | Portland Timbers       | 34 | 12 | 13 | 9  | 61:52  | 49     |                                                             |
| 7. | Chivas USA             | 34 | 9  | 6  | 19 | 29:61  | 33     |                                                             |
| 8. | Colorado Rapids        | 34 | 8  | 8  | 18 | 43:62  | 32     |                                                             |
| 9. | San Jose Earthquakes   | 34 | 6  | 12 | 16 | 35:50  | 30     |                                                             |

Aktualne na 11 kwietnia 2018. Źródło:
Zasady ustalania kolejności: 1. liczba zdobytych punktów; 2. różnica zdobytych bramek; 3. większa liczba zdobytych bramek.

## Play off
Ćwierćfinale i półfinale rozgrywano dwumecze. 1/8 finału i finał rozgrywano w formie pojedynczego meczu. Gdy rywalizacja w dwumeczu ćwierćfinałowym oraz półfinału jak i w meczach 1/8 finału oraz finałowym był remis, rozgrywano dogrywkę 2 x 15 minut.

### 1/8 finału
| 129 października 2014 | FC Dallas                                                  | 2:1   | Vancouver Whitecaps                                                                          |                                                                   |
| 20:00 CDT             | Tesho Akindele 40' · Michel Garbini Pereira 84' (k)        | (1:0) | 64' Erik Hurtado                                                                             | Toyota Stadium, Frisco, Teksas Widzów: 10 279 Sędzia: Mark Geiger |
| 20:00 CDT             | Je-Vaughn Watson 35' · Andrés Escobar 85' · Mauro Díaz 85' | (1:0) | 14' Gershon Koffie · 45' Pedro Morales · 57' Kendall Waston · 85', 90+6' Sebastián Fernández | Toyota Stadium, Frisco, Teksas Widzów: 10 279 Sędzia: Mark Geiger |

| 230 października 2014 | New York Red Bulls               | 2:1   | Sporting Kansas City |                                                                                |
| 20:00 EDT             | Bradley Wright-Phillips 77', 90' | (0:0) | 53' Dom Dwyer        | Red Bull Arena, Harrison, New Jersey Widzów: 15 518 Sędzia: Armando Villarreal |

### Ćwierćfinał

#### Para nr 1
| 11 listopada 2014 | Columbus Crew                                  | 2:4   | New England Revolution                                       |                                                                          |
| 16:00 EDT         | Justin Meram 64' · Federico Higuaín 90+4}' (k) | (0:1) | 34', 78' Charlie Davies · 51' Chris Tierney · 70' Lee Nguyen | Columbus Crew Stadium, Columbus, Ohio Widzów: 9 040 Sędzia: Drew Fischer |
| 16:00 EDT         | Waylon Francis 70' · Bernardo Añor 90+1'       | (0:1) | 19' José Gonçalves                                           | Columbus Crew Stadium, Columbus, Ohio Widzów: 9 040 Sędzia: Drew Fischer |

| 29 listopada 2014 | New England Revolution                                 | 3:1   | Columbus Crew   |                                                                                    |
| 17:00 EST         | Lee Nguyen 43' · José Gonçalves 55' · Teal Bunbury 77' | (1:0) | 69' Tony Tchani | Gillette Stadium, Foxborough, Massachusetts Widzów: 20 184 Sędzia: Hilario Grajeda |
| 17:00 EST         | 61' Ethan Finlay · 66', 85' Justin Meram               | (1:0) |                 | Gillette Stadium, Foxborough, Massachusetts Widzów: 20 184 Sędzia: Hilario Grajeda |

Dwumecz wygrało New England Revolution wynikiem 7:3.

#### Para nr 2
| 11 listopada 2014 | Real Salt Lake                       | 0:0                                   | Los Angeles Galaxy |                                                                                |
| 18:00 MDT         |                                      |                                       |                    | Rio Tinto Stadium, Salt Lake City, Utah Widzów: 20 713 Sędzia: Silviu Petrescu |
| 18:00 MDT         | Tony Beltran 64' · Chris Wingert 67' | 53' Omar Gonzalez · 77' Robbie Rogers |                    | Rio Tinto Stadium, Salt Lake City, Utah Widzów: 20 713 Sędzia: Silviu Petrescu |

Dwumecz wygrało Los Angeles Galaxy wynikiem 5:0.

#### Para nr 3
| 12 listopada 2014 | New York Red Bulls                                     | 2:0   | D.C. United |                                                                             |
| 16:00 EST         | Bradley Wright-Phillips 40' · Péguy Luyindula 73'      | (1:0) |             | Red Bull Arena, Harrison, New Jersey Widzów: 18 054 Sędzia: Hilario Grajeda |
| 16:00 EST         | Dax McCarty 43' · Ambroise Oyongo 82' · Roy Miller 84' | (1:0) |             | Red Bull Arena, Harrison, New Jersey Widzów: 18 054 Sędzia: Hilario Grajeda |

| 28 listopada 2014 | D.C. United                                   | 2:1   | New York Red Bulls                                |                                                                   |
| 14:30 EST         | Nick DeLeon 37' · Sean Franklin 90+1'         | (1:0) | 57' Péguy Luyindula                               | RFK Stadium, Waszyngton D.C. Widzów: 20 187 Sędzia: Ismail Elfath |
| 14:30 EST         | Fabián Espíndola 58', 90+6' · Taylor Kemp 85' | (1:0) | 42', 78' Roy Miller · 89' Bradley Wright-Phillips | RFK Stadium, Waszyngton D.C. Widzów: 20 187 Sędzia: Ismail Elfath |

Dwumecz wygrało New York Red Bulls wynikiem 3:2.

#### Para nr 4
| 12 listopada 2014 | FC Dallas                      | 1:1   | Seattle Sounders   |                                                                     |
| 20:00 CST         | Michel Garbini Pereira 34' (k) | (1:0) | 54' Osvaldo Alonso | Toyota Stadium, Frisco, Teksas Widzów: 16 112 Sędzia: Allen Chapman |
| 20:00 CST         | 74' Leonardo González          | (1:0) |                    | Toyota Stadium, Frisco, Teksas Widzów: 16 112 Sędzia: Allen Chapman |

| 210 listopada 2014 | Seattle Sounders     | 0:0 | FC Dallas |                                                                                |
| 19:30 PST          |                      |     |           | CenturyLink Field, Seattle, Waszyngton Widzów: 38 912 Sędzia: Baldomero Toledo |
| 19:30 PST          | 14' Moisés Hernández |     |           | CenturyLink Field, Seattle, Waszyngton Widzów: 38 912 Sędzia: Baldomero Toledo |

W dwumeczu padł remis 1:1. O awansie zdecydowały bramki na wyjeździe w których Seattle Sounders wygrało 1:0.

### Półfinał

#### Para nr 1
| 123 listopada 2014 | New York Red Bulls | 1:2   | New England Revolution                                                      |                                                                           |
| 14:00 EST          | Bradley Wright-Phillips 27' | (1:1) | 17' Teal Bunbury · 85' Jermaine Jones                                       | Red Bull Arena, Harrison, New Jersey Widzów: 25 000 Sędzia: Allen Chapman |
| 14:00 EST          | Thierry Henry 37' · Ibrahim Sekagya 43' · Richard Eckersley 54' · Bradley Wright-Phillips 60' · Eric Alexander 63' · Tim Cahill 77' | (1:1) | 23' A. J. Soares · 26' Jermaine Jones · 67' Scott Caldwell · 83' Lee Nguyen | Red Bull Arena, Harrison, New Jersey Widzów: 25 000 Sędzia: Allen Chapman |

| 229 listopada 2014 | New England Revolution                                    | 2:2   | New York Red Bulls                   |                                                                                     |
| 15:00 EST          | Charlie Davies 41', 70'                                   | (1:1) | 26' Tim Cahill · 52' Péguy Luyindula | Gillette Stadium, Foxborough, Massachusetts Widzów: 32 698 Sędzia: Baldomero Toledo |
| 15:00 EST          | 60' Dax McCarty · 90+2' Ambroise Oyongo · 90+3' Lloyd Sam | (1:1) |                                      | Gillette Stadium, Foxborough, Massachusetts Widzów: 32 698 Sędzia: Baldomero Toledo |

Dwumecz wygrało New England Revolution wynikiem 4:3.

#### Para nr 2
| 230 listopada 2014 | Seattle Sounders                        | 2:1   | Los Angeles Galaxy |                                                                            |
| 18:20 PST          | Brad Evans 26' · Clint Dempsey 32'      | (2:0) | 54' Juninho        | CenturyLink Field, Seattle, Waszyngton Widzów: 46 758 Sędzia: Jair Marrufo |
| 18:20 PST          | 35' Marcelo Sarvas · 90+2' Jaime Penedo | (2:0) |                    | CenturyLink Field, Seattle, Waszyngton Widzów: 46 758 Sędzia: Jair Marrufo |

W dwumeczu padł remis 2:2. O awansie zdecydowały bramki na wyjeździe w których Los Angeles Galaxy wygrało 1:0.